# Stéphanie Rist
Stéphanie Rist (ur. 6 sierpnia 1973 r. w Athis-Mons) – francuska polityk reprezentująca partię La République En Marche! W wyborach parlamentarnych w czerwcu 2017 r. została wybrana do francuskiego Zgromadzenia Narodowego, w którym reprezentuje departament Loiret.